# 手塚しげお
手塚 しげお（てづか しげお、1942年1月27日 - 2004年2月4日）は、日本の歌手、俳優。本名および旧芸名、手塚 茂夫（読み同じ）。
山梨県出身。國學院高等学校卒業。晩年は大阪に拠点を移し、同地の芸能プロであるMC企画に所属していた。

## 来歴・人物
高校に通いながら児童劇団こけし座に所属。ラジオドラマ『ママの日記』に出演中の1958年、久松静児監督にスカウトされ、日映『怒りの孤島』において主演の七人の少年の一人として本名で映画デビュー。次いで東宝系の映画に出演を始め、久松監督の『愛の鐘』の後、岡本喜八監督『ある日わたしは』で星由里子の弟、『独立愚連隊』に少年兵の役で出演。翌1959年5月よりNTV系列にて放送された少年時代劇『矢車剣之助』では主役に抜擢されて人気を集めた。
1960年に高校を卒業し、1962年には名前を平仮名にしてアイドル・グループ「スリーファンキーズ」の一員となる。テレビのショー番組などで活躍し、1963年にはシングル『若い湖』でソロデビューも果たした。グループの解散後は、1966年にソロ・シンガーとしてクラウンレコードに入社するが、ヒット曲に恵まれず、俳優として主にテレビドラマを中心に活動した。
テレビでは『ワイルド7』『太陽にほえろ!』『ウルトラマンレオ』などに出演し、中でも『太陽〜』第111話での松田優作演じるジーパン刑事を射殺した犯人・会田役が知られている。『レオ』で共演した藍とも子によれば、撮影の待ち時間に『太陽〜』の出演シーンの再現ドラマを演じて現場を和ませてくれたと述懐している。また『レオ』当時には川崎市で飲食店を経営しており、撮影が早く終わった時などに森次晃嗣ら共演者がよく訪れていたという。
俳優業の傍ら、ホテルの結婚式・宴会プロデューサーなどを務め、1989年からは大阪府・キタ新地でクラブ「LOFT7」のマスターを務めた。
特技は、殺陣、歌唱、ギター。1970年に結婚し、二子あり。妻は、スリーファンキーズのリーダーだった長沢純の会社「長沢企画」大阪オフィスの責任者を務めていた。
2003年6月、身体を末期がんに侵されていることが判明。妻が医者から手塚の余命3カ月を告知されるも本人には知らせず、長沢純と玉川温泉で湯治、寝食を共にするなどして一時は平穏な生活を取り戻したが、2004年2月4日午後4時20分、肺癌のため大阪府高槻市の病院で死去。62歳没。

## 出演

### テレビドラマ
- 矢車剣之助（1959年 - 1961年、NTV） - 主演・矢車剣之助
- 東芝日曜劇場 / あじさい（1959年、TBS）
- 琴姫七変化（1960年 - 1962年、YTV）
- 風雲児時宗（1961年、CX）
- 夢殿（1962年、NTV）
- 009・大あばれとんま天狗（1965年 - 1966年、NTV）
- 忍者部隊月光（1966年、CX） - 流月
- 夫婦学校 第24話「すれちがい旅館」（1972年、NTV）
- ワイルド7（1972年 - 1973年、NTV） - 八百
- 流星人間ゾーン 第24話「針吹き恐獣ニードラーを倒せ!」（1973年、NTV） - ヒロシ
- イナズマン 第7話「奇怪! 空飛ぶ一ツ目!?」（1973年、NET） - 手塚正夫（ヒャクメバンバラ）
- 旗本退屈男 第15話「悪魔の煙り」（1973年、NET）
- 特別機動捜査隊（NET）
  - 第633話「サソリ座の女」（1973年） - 塚田
  - 第644話「悲しき女の宴」（1974年） - 高弘
  - 第655話「ある特捜記者」（1974年） - 戸崎明
  - 第681話「襲われた夜」（1974年） - 高木三郎
  - 第713話「涙の渡り鳥」（1975年） - 塚本茂
- 隠密剣士 突っ走れ! 第3話「魔神を斬る信太郎」（1974年、TBS）
- 太陽にほえろ!（NTV）
  - 第80話「女として刑事として」（1974年） - 清水幸夫
  - 第100話「燃える男たち」（1974年） - 誘拐犯
  - 第111話「ジーパン・シンコ その愛と死」（1974年） - 会田実
- 刑事くん 第2部 第42話「薔薇の花咲く明日」（1974年、TBS） - 有川慎一
- 非情のライセンス（NET）
  - 第1シリーズ 第50話「兇悪の陽だまり」（1974年） - 宮島
  - 第2シリーズ 第23話「兇悪の夜の蝶」（1975年） - 下川実
- 荒野の素浪人 第2シリーズ 第12話「鬼火の谷」（1974年、NET）
- 仮面ライダーシリーズ
  - 仮面ライダーX 第7話「恐怖の天才人間計画!」（1974年、MBS） - 瀬山一郎（イカルス）
  - 仮面ライダーストロンガー 第4話「悪魔のオートバイ暴走作戦!!」（1975年、MBS） - トミイ
- 右門捕物帖 第17話「囮」（1974年、NET）
- ウルトラマンレオ 第19・22 - 25・32・34 - 40話（1974年 - 1975年、TBS） - 佐藤大介 [注釈 1]
- 池田大助捕物日記 第25話「帯は切られた」（1975年、KTV） - 文太
- 破れ傘刀舟 悪人狩り 第32話「旗本雷馬族」（1975年、NET） - 三輪市之助
- 俺たちの勲章 第4話「刑事くずれ」（1975年、NTV） - 奥平マサオ
- はぐれ刑事 第7話「蒸発」（1975年、NTV） - ジロウ殺害犯
- プレイガールQ 第61話「年忘れ脱ぎ脱ぎ作戦」（1975年、12ch） - 乙部
- ジグザグブルース 第2話「女房を捜して!」（1977年、ANB）
- 暴れん坊将軍（ANB）
  - 吉宗評判記 暴れん坊将軍
    - 第65話「恐れ多くもお茶壺道中」（1979年） - 六助
    - 第91話「対決! 嵐の甲府城」（1979年） - 佐吉

  - 暴れん坊将軍II（ANB）
    - 第25話「叶わぬ夢のふたり酒」（1983年） - 卯之吉
    - 第46話「金襴緞子の罠を撃て!」（1984年） - 小日向主水正
    - 第71話「疑惑を呼んだ小さな命!」（1984年） - 三吉
    - 第106話「偽りの恋 七年目の仇討ち!」（1985年） - 鏑木兵馬
    - 第145話「倒産前夜の夫婦宣言!」（1986年） - 峰矢孫四郎
- 特捜最前線 第179話「面影」（1980年、ANB） - テツ
- 新五捕物帳 第129話「しのび逢い」（1980年、NTV） - 橋本信衛門
- 大江戸捜査網 第469話「汚れた顔の天使達」（1980年、12ch） - 喜平次
- 二百三高地 愛は死にますか（1981年、TBS） - 志水実
- 事件ですよ! 第19話「欺されてよかった」（1982年、KTV）
- 先生お・み・ご・と!（1982年、KTV） - 市村真吾
- 源九郎旅日記 葵の暴れん坊（ANB）
  - 第16話「姫のお国の幽霊武者」（1982年） - 羽賀主水正
  - 第38話「駆けろ! げんこつ街道」（1983年） - 芳三
- 大岡越前 第7部 第22話「泥棒にされたお奉行様」（1983年、TBS） - 吉次郎
- 銭形平次 第875話「大泥棒になった万七」（1983年、CX）
- 水戸黄門（TBS）
  - 第11部 第7話「うっかり八兵衛お殿様 -本荘-」（1980年） - 川上 ※手塚しげると誤表記
  - 第14部 第24話「偽黄門にされた黄門様 -高岡-」（1984年） - 末吉
  - 第15部（1985年）
    - 第2話「助格駕籠屋と客引き老公 -松山-」- 源八
    - 第17話「美女を狙った天狗騒動 -熊野-」 - 定吉

  - 第16部 第6話「敵と呼ばれた助三郎 -島田-」（1986年） - 辰
  - 第18部 第3話「黄門様が用心棒 -粕壁-」（1988年） - 百姓
- 遠山の金さん（ANB）
  - 第106話「女はつらいよ! タンカバイのお初一代」（1984年）
  - 第116話「女侠一代! 鬼子母神おはな」（1984年）
- 妻そして女シリーズ / 姑ふたり大家族宣言（1990年、MBS）
- 部長刑事 第1629話「恋人よ…」（1990年、ABC）

### 映画
- 怒りの孤島（1958年、松竹） - 寺田悌三
- 青空よいつまでも（1958年、松竹）
- おヤエの女中の大将（1959年、日活） - 柴崎英二郎
- ある日わたしは（1959年、東宝） - 城山義夫
- 愛の鐘（1959年、東宝） - 川辺定男
- 独立愚連隊（1959年、東宝） - 城壁の少年兵・大塚二等兵
- ハイハイ3人娘（1963年、東宝） - 折口敬治
- 若い仲間たち うちら祇園の舞妓はん（1963年、東宝）
- 我が青春（1965年、松竹） - 江藤純一
- あなたの命（1966年、日活） - 塚原
- 待っていた極道（1969年、東映）- スピーディ
- 前科者 縄張荒し（1969年、東映） - 正

## 音楽

### シングル
| 題名                     | B/W・C/W           | 発売年 | レーベル | 備考 |
| 若い湖                   | 青春の並木道       | 1963年 | 東芝     |      |
| 明日のために             | 星に祈ろう         | 1964年 | 東芝     |      |
| 青春の夢のせて           | 遠い夜             | 1965年 | 東芝     |      |
| 泣かせるぜ               | 空の青さに涙して   | 1966年 | クラウン |      |
| 重い涙                   | 涙の第三国道       | 1966年 | クラウン |      |
| 水のない運河             | すべてを捨てても   | 1967年 | クラウン |      |
| 愛すればこそ             | 忘れた花           | 1967年 | クラウン |      |
| 歌舞伎町ブルース         | 未練旅             | 1968年 | クラウン |      |
| 旅愁果てなく             | 俺には次の恋がある | 1968年 | クラウン |      |
| 青い実のうた             | 悪かったね         | 1969年 | クラウン |      |
| ついて来るのか来ないのか | 盛り場ギター       | 1971年 | MCA      |      |